# Многокоготник жёлтый
Многокоготник жёлтый (лат. Rhagonycha testacea) — вид жуков-мягкотелок.

## Описание
Длина тела взрослых насекомых (имаго) 5—6 мм. Широкий боковой край переднеспинки жёлто-рыжий. Ноги жёлтые.

## Распространение
Вид встречается в Западной Европе, Прибалтике, Белоруссии, европейской части России и Западной и Восточной Сибири